# Riyadh Air
Riyadh Air (arabisch طيران الرياض, DMG ṭayarān ar-Riyāḍ) ist eine geplante Fluggesellschaft in Saudi-Arabien. Sie soll, nach der 1946 gegründeten Saudi Arabian Airlines, der zweite Flag-Carrier des Königreichs werden. Unternehmenssitz soll die Hauptstadt Riad, Drehkreuz der Flughafen Riad sein.
Riyadh Air soll die umsatzstärkste Fluggesellschaft im Nahen Osten werden und die Wettbewerber Emirates (Dubai), Qatar Airways (Katar) und Etihad Airways (VAE) übertreffen. Der Start des Flugbetriebs ist für 2025 vorgesehen, sofern alle erforderlichen Flugzeuge und Personal bis dahin beschafft werden können.
Riyad Air soll Inlands- und internationale Linienflüge zu über 100 Zielen im Nahen Osten, Afrika, Asien, Europa, Südamerika und Nordamerika anbieten. Die Flotte soll aus Airbus A320, Boeing 737 und Airbus A350 sowie Boeing 787-9 bestehen, von denen bereits 39 Flugzeuge bestellt und weitere 33 optioniert wurden.
Eigentümer ist der Staatsfonds PIF; dessen Gouverneur Yasir Al-Rumayyan ist als Chairman, der ehemalige Etihad-Chef Tony Douglas als CEO vorgesehen. Riyadh Air soll in erheblichem Umfang zum BIP-Wachstum Saudi-Arabiens außerhalb der Erdölförderung beitragen und mehr als 200.000 direkte und indirekte Arbeitsplätze schaffen.

## Flotte

### Aktuelle Flotte
Mit Stand Juni 2025 besteht die Flotte der Riyadh Air aus einem Flugzeug mit einem Alter von 8,2 Jahren:
| Flugzeugtyp      | Anzahl | bestellt | Anmerkungen                                              | Sitzplätze | Alter     |
| ---------------- | ------ | -------- | -------------------------------------------------------- | ---------- | --------- |
| Airbus A321neo   |        | 060      |                                                          | – offen –  |           |
| Airbus A350-1000 |        | 025      | + 25 Optionen                                            | – offen –  |           |
| Boeing 787-9     | 01     | 039      | + 33 Optionen; zu Zulassungszwecken von Oman Air geleast | – offen –  | 8,2 Jahre |
| Gesamt           | 01     | 124      |                                                          |            | 8,2 Jahre |